# Seguenzia
Seguenzia is een geslacht van weekdieren uit de klasse van de Gastropoda (slakken).

## Soorten
- Seguenzia antarctica Thiele, 1925
- Seguenzia balicasagensis Poppe, Tagaro & Dekker, 2006
- Seguenzia beloni Poppe, Tagaro & Dekker, 2006
- Seguenzia caliana Dall, 1919
- Seguenzia certoma Dall, 1919
- Seguenzia cervola Dall, 1919
- Seguenzia chariessa Marshall, 1991
- Seguenzia chelina B. A. Marshall, 1983
- Seguenzia compta B. A. Marshall, 1983
- Seguenzia conopia B. A. Marshall, 1983
- Seguenzia costulifera Schepman, 1909
- Seguenzia dabfari Poppe, Tagaro & Dekker, 2006
- Seguenzia dautzenbergi Schepman, 1909
- Seguenzia donaldi Ladd, 1982 †
- Seguenzia eidalima B. A. Marshall, 1991
- Seguenzia elegans Jeffreys, 1885
- Seguenzia elegantissima Poppe, Tagaro & Dekker, 2006
- Seguenzia emmeles B. A. Marshall, 1991
- Seguenzia engonia B. A. Marshall, 1991
- Seguenzia eritima A. E. Verrill, 1884
- Seguenzia eutyches B. A. Marshall, 1991
- Seguenzia fatigans Barnard, 1963
- Seguenzia floridana Dall, 1927
- Seguenzia formosa Jeffreys, 1876
- Seguenzia fulgida B. A. Marshall, 1983
- Seguenzia giovia Dall, 1919
- Seguenzia glabella B. A. Marshall, 1983 †
- Seguenzia hapala Woodring, 1928
- Seguenzia hosyu Habe, 1953
- Seguenzia iota B. A. Marshall, 1991
- Seguenzia keikoae Poppe, Tagaro & Dekker, 2006
- Seguenzia levii B. A. Marshall, 1991
- Seguenzia lineata Watson, 1879
- Seguenzia louiseae A. H. Clarke, 1961
- Seguenzia matara B. A. Marshall, 1988
- Seguenzia megaloconcha Rokop, 1972
- Seguenzia metivieri B. A. Marshall, 1991
- Seguenzia mirabilis Okutani, 1964
- Seguenzia monocingulata Seguenza, 1876 †
- Seguenzia nipponica Okutani, 1964
- Seguenzia nitida A. E. Verrill, 1884
- Seguenzia occidentalis Dall, 1908
- Seguenzia orientalis Thiele, 1925
- Seguenzia platamodes Marshall, 1991
- Seguenzia praeceps Marshall, 1991
- Seguenzia prisca B. A. Marshall, 1983 †
- Seguenzia richeri Marshall, 1991
- Seguenzia serrata B. A. Marshall, 1983 †
- Seguenzia soyoae (Okutani, 1964)
- Seguenzia stegastris B. A. Marshall, 1991
- Seguenzia stephanica Dall, 1908
- Seguenzia sumatrensis Thiele, 1925
- Seguenzia textilis B. A. Marshall, 1983
- Seguenzia transenna B. A. Marshall, 1983
- Seguenzia triteia Salvador, Cavallari & Simone, 2014
- Seguenzia trochiformis Poppe, Tagaro & Dekker, 2006
- Seguenzia wareni Marshall, 1991